# جردی ال نینیو پیا
گلجومنو میوز (به اسپانیایی:gelngel Muñoz ) (زاده ۱۱ سپتامبر ۱۹۹۴)، معروف به جُردی اِل نینیو پُیا (اسپانیایی: Jordi El Niño Polla)، یا جوردی ENP یا جوردی، بازیگر پورنوگرافی اسپانیایی، تهیه‌کننده و یوتیوبر و ستاره اینترنتی است.

## حرفه
جوردی برای اولین بار بعد از دیدن آگهی تبلیغاتی برای مدلینگ در اینترنت ، به بازی در فیلم‌های بزرگسالان علاقمند شد. وی پس از ارسال عکس از خودش، سریعاً پاسخ دریافت کرد و شروع به بازیگری و تولید برای شرکت FaKings کرد. جوردی در حالی که  برای این شرکت کار می‌کرد، لقب "El Niño Polla" (به اسپانیایی به معنای «پسر کیری» یا «کیر پسر») را به دلیل جثه کوچک و ظاهر بچگانه خود از یکی از تهیه‌کنندگان دریافت کرد.
در مارس ۲۰۱۶، جوردی از طریق توییتر دربارهٔ تولید محتوا برای شرکت تولید برزرز تماس گرفت. پس از اینکه یکی از فیلم‌های وی به «پربازدیدترین ویدیوی» شرکت در سال تبدیل شد، یک قرارداد انحصاری به او پیشنهاد شد. تا به امروز، وی در ۱۰۳ فیلم برای این شرکت اجرا کرده‌است. در اوایل سال ۲۰۱۷، وبسایت Vice News موفقیت او را در بین چند بازیگر جوان دیگر پورنو مرد در بخش پورنوگرافی میلف، ذکر کرد. وی نامزد دریافت جایزه ای‌وی‌ان برای بهترین مرد تازه‌وارد شد.

### کانال یوتیوب
در ۲۷ اکتبر ۲۰۱۷، جوردی یک کانال رسمی یوتیوب را راه اندازی کرد. اولین ویدیوی وی تقریباً ۱۰ میلیون بازدید داشت. در کمتر از دو ماه، کانال وی برای برای عبور از ۱۰۰۰٬۰۰۰ مشترک دکمه پخش یوتیوب دریافت کرد. وی در حال حاضر بیش از ۳٫۸۷ میلیون مشترک یوتیوب و ۳۴۳ میلیون بازدید دارد.

## زندگی شخصی
جوردی در سیوداد رئال، اسپانیا به دنیا آمد و بزرگ شد. او سیگار نمی‌کشد و به ندرت الکل می‌نوشد. در سال ۲۰۱۸، جوردی فاش کرد که از ژوئن ۲۰۱۶ با زنی خارج از صنعت بزرگسال قرار می‌گذاشته‌است .